# Imma tetrascia
Imma tetrascia är en fjärilsart som beskrevs av Oswald Beltram Lower 1912. Imma tetrascia ingår i släktet Imma och familjen Immidae. Inga underarter finns listade i Catalogue of Life.